# Laurence J. Peter
Pour les articles homonymes, voir Peter.
Laurence Johnston Peter est un pédagogue canadien spécialisé dans l'organisation hiérarchique, né le 16 septembre 1919 à Vancouver (Colombie-Britannique) et mort le 12 janvier 1990. Il est connu du grand public pour son livre le Principe de Peter paru en France en 1970.

## Biographie
Né à Vancouver au Canada, il commença sa carrière comme enseignant en 1941. Il fut gratifié Docteur en éducation à l'Université d'État de Washington en 1963.
En 1966, Peter s'installa en Californie, où il fut successivement professeur en sciences de l'education, directeur de l'« Evelyn Frieden Centre for Prescriptive Teaching » et coordinateur des programmes pour enfants affectivement perturbés à l'Université de Californie du Sud.
Il devint célèbre en 1968 pour la publication du Principe de Peter, dans lequel il avance que :

« Dans une hiérarchie, chaque employé tend à s'élever à son niveau d'incompétence [...] avec le temps, chaque poste tend à être occupé par un employé incapable de s'acquitter de ses fonctions [...] Le travail est accompli par les employés qui n'ont pas encore atteint leur niveau d'incompétence. »

De 1985 à sa mort en 1990, le Dr Peter s'investit dans l'organisation de la course Kinetic sculpture race dans le comté de Humboldt en Californie. Il proposa  le prix du « dinosaure d'or », remis chaque année à la première machine sculpturale à se désagréger immédiatement après le départ de la course.

## Œuvres

### En anglais
- Prescriptive Teaching (1965)
- Peter Principle|The Peter Principle (with Raymond Hull, 1968)
- The Peter Prescription (1972)
- Competencies for Teaching: System of Accountability for Teacher Education (1972-1975) (4 volumes, 1975)
  - Vol. 1 Therapeutic Instruction
  - Vol. 2 Classroom Instruction
  - Vol. 3 Individual Instruction
  - Vol. 4 Teacher Education
- The Peter Plan (1976)
- Peter's Quotations, Ideas for Our Time (aka Quotations for Our Time, 1977)
- Peter's People (1979)
- Peter's Almanac (1982)
- The Laughter Prescription (with comedian Bill Dana, 1982)
- Why Things Go Wrong, or the Peter Principle Revisited (1984)
- The Peter Pyramid or will we ever get the point? (1986)[1]

### En français
- Le Principe de Peter (avec Raymond Hull) (1970)
- Le Plan de Peter, Ed. Stock (1976)
- La Pyramide de Peter (1986)

## Citations
- « Un économiste est un expert qui saura demain pourquoi ce qu'il avait prédit hier ne s'est pas produit aujourd'hui. »
- « Aller à l'église ne vous fait pas plus chrétien qu'aller au garage ne fait de vous un mécanicien. »
- « Le plus noble de tous les chiens est le chien chaud [hot-dog]; il nourrit la main qui le mord. »[2]
- « Il y a des problèmes si complexes qu'il faut être hautement intelligent et bien informé rien que pour pouvoir être indécis à leur sujet. »